# Fideï-commis de residuo
Het begrip fideï-commis de residuo komt uit het klassieke Romeinse recht en is een erfrechtelijke constructie waarbij een erflater (insteller) bij testament bepaalt dat diens nalatenschap of een deel ervan tijdelijk of voorwaardelijk aan een eerste begunstigde gaat, de fideï-commissaris of bezwaarde en aansluitend het overschot ervan naar een of meer volgende begunstigde(n), de verwachter(s), voor zover in leven. Een bezwaarde mag niet vrij over het fideï-commis vermogen beschikken zoals bij eigen vermogen, in Nederland gelden sterk beperkende wettelijke regels. Deze regels zijn deels van regelend recht en kunnen bij testament worden verruimd, al naargelang bedoeling en wensen van erflater. Bij alle overgangen van fideï-commissair vermogen geldt het testament van de insteller en niet het wettelijk erfrecht of testament van de bezwaarde(n). De constructie wordt ook tweetrapsmaking, trapsgewijze making of making over de hand genoemd.
De rechtsfiguur is in België niet bij wet geregeld, Nederland kent sinds 2003 wettelijke bepalingen waarmee een effect kan worden bereikt dat vergelijkbaar is met de fideicommis de residuo (Boek 4 BW, Titel 5, Afdeling 5, Boek 3 BW, Titel 8).
In de praktijk is het vaak de notaris of andere adviseur die kiest voor het instrument tweetrapsmaking om bepaalde wensen van een erflater testamentair vorm te geven. De rechtsfiguur wordt in Nederland sinds 2010 veel gebruikt nadat het in een bekend tv-programma werd voorgesteld als manier om erfbelasting te besparen zonder te wijzen op juridische en fiscale ingewikkeldheden of nadelige gevolgen voor erfgenamen.

## Verschil met zuiver fideï-commis (tweetrapsmaking met bewaarplicht)
Bij een zuivere fideï-commis making, ofwel trapsgewijze making met bewaarplicht, is het de wens van erflater dat de eerst begunstigde het erfdeel in stand houdt en zo mogelijk vermeerdert voor een volgende begunstigde. Onder huidig erfrecht moet dan worden vastgehouden dat de eerst begunstigde niet mag vervreemden en verteren, vruchtgebruik past wel binnen de rechtsfiguur fideï-commis. Als vervreemd mag worden, kan worden bepaald dat de opbrengst door zaaksvervanging of vergoedingsplicht in het bezwaarde vermogen valt en zo ter beschikking blijft van de verwachter, waardeverminderingen moeten worden vergoed.
In België is deze rechtsfiguur verboden (art. 896 BW), in Nederland was deze van 1811 tot 2003 verboden. Het verschil is dat bij een fideï-commis de residuo de eerst begunstigde geen bewaarplicht of slechts vruchtgebruik heeft maar deze het fideï-commissaire vermogen in meer of mindere mate mag opmaken (verteren) en alleen een eventueel restant (residuo) naar de opvolgend erfgenaam gaat.

## Wettelijke regeling Nederland

### Geschiedenis
De rechtsfiguur werd in de vijftiende eeuw in het oudvaderlands recht opgenomen naar voorbeeld van het Romeinse recht onder Keizer Justinianus maar werd in 1811 onder Napoleon verboden. Van 1838 tot 1 januari 2003 bestond de rechtsfiguur in beperkte vorm als "erfstelling over de hand in hetgeen onvervreemd en onverteerd wordt nagelaten" (art. 928 BW (oud), 927 jo 1020-1024 en 1036-1038 BW (oud)). Onder het oude erfrecht leidde artikel 4:1036 BW (oud) ertoe dat de bezwaarde erfgenaam ruime bevoegdheden had het nagelaten vermogen op te maken, tenzij erflater dat verbood. De bezwaarde mocht vervreemden, verteren, schenken en er bij testament over beschikken, een situatie vergelijkbaar met de Romeinsrechtelijke fideï-commis de residuo.

### Situatie per 1 januari 2003
In het erfrecht dat per 1 januari 2003 geldt, bestaat het fideï-commis (de residuo) niet meer maar kan erflater met de "Makingen onder tijdsbepaling en onder voorwaarde" een effect bereiken in een bandbreedte van zuiver fideï-commis tot fideï-commis de residuo. De Romeinse terminologie wordt in de rechtspraktijk nog wel gebruikt, daar is ook het begrip tweetrapsmaking ingevoerd. Bij testament moeten meerdere goed op elkaar afgestemde opvolgende makingen worden vastgelegd, een systeem dat voor een leek niet makkelijk te doorgronden is. Daar komt bij dat de regels rondom vruchtgebruik bij wet van overeenkomstige toepassing zijn verklaard op deze makingen, wat betekent dat een verwachter beperkte bevoegdheden heeft het nagelaten vermogen te gebruiken, tenzij erflater deze in het testament met zoveel woorden verruimt. Hier raken ook notarissen wel de weg kwijt, blijkt uit rechtspraak.
Erflater kan bepalen of een trapsgewijze making onder tijdsbepaling of voorwaarde wordt gedaan en welke bevoegdheden de bezwaarde krijgt het fideï-commissaire vermogen te gebruiken. De bevoegdheden kunnen variëren van bewaarplicht of vruchtgebruik (zuivere fideï-commis) tot volledige vrijheid te beschikken, te verteren en te vervreemden zonder zaaksvervanging en vergoedingsplicht (zuivere fideï-commis de residuo). Alleen in de laatste situatie kan het nagelaten vermogen verminderen met elke uitgave die een bezwaarde uit het afgescheiden vermogen doet, mits de andere regels worden aangehouden. De wet schrijft voor dat de bezwaarde het fideï-commis vermogen afgescheiden van het eigen vermogen moet beheren, een boedelbeschrijving voor verwachter moet opstellen, zorgvuldig administratie moet bijhouden en jaarlijkse aan verwachter opgave moet doen van de stand van het afgescheiden vermogen. De rechter is van oordeel dat deze regels strikt moeten worden nageleefd.
Het vermogen dat tijdelijk of voorwaardelijk aan een bezwaarde wordt vermaakt is afgescheiden van het eigen vermogen van bezwaarde en gaat over op de volgende begunstigde op basis van het testament van de insteller. Hetgeen bij in vervulling gaan van tijdsbepaling of voorwaarde over is gebleven hoort daarom niet tot de nalatenschap van bezwaarde en bij de erfbelasting gelden de tarieven insteller - verwachter. Voor de verwachter is het wel eigen vermogen. Een verwachter die tevens erfgenaam van bezwaarde is, kan de nalatenschap van bezwaarde verwerpen en recht houden op (het restant van) de fideï-commis.

#### Wettelijke regels voor vruchtgebruik
Bij tweetrapsmakingen spelen de wettelijke regels voor het recht van vruchtgebruik altijd een rol, dat is bepaald in de regeling voor makingen onder tijdsbepaling en onder voorwaarde. Bij makingen onder tijdsbepaling is bepaald dat verwachter direct bij overlijden van de erflater bloot-eigenaar is en de bezwaarde vruchtgebruiker (art. 4:136 lid 1 BW). Bij makingen onder voorwaarde is bepaald dat de bezwaarde tegenover derden volledig rechthebbende is (externe verhouding) en dat de regels van vruchtgebruik gelden in de verhouding tussen bezwaarde en verwachter (interne verhouding) (art. 4:138 BW). Bij onroerend goed is daarom bijvoorbeeld de verwachter tegenover de bezwaarde gehouden het groot onderhoud te verrichten.
De regels voor vruchtgebruik staan in boek 3, titel 8 BW, artikelen 201- 226. Bij testament kan worden afgeweken van deze regels voor zover ze van regelend recht zijn, het is echter niet bij alle regels duidelijk of ze dat zijn. Zo moest de vraag of de eis voor bezwaarde om jaarlijks opgave te doen aan verwachters van dwingend recht is, aan de rechter worden voorgelegd.

#### Making onder tijdsbepaling
Van een tweetrapsmaking onder tijdsbepaling is sprake wanneer de werking afhankelijk is van een toekomstige zekere gebeurtenis. Hier komt aan een bezwaarde geen eigendom toe, deze krijgt slechts het vruchtgebruik over het nagelaten fideï-commis vermogen, aan de verwachter valt direct de bloot eigendom toe (art. 136 eerste lid BW). Na verloop van de tijdsbepaling krijgt de verwachter automatisch de volle eigendom. Reden hiervoor is, dat de wetgever het niet wenselijk vond, eigendom tijdelijk over te dragen. Een veelgebruikte tijdsbepaling is "bij overlijden" of op een bepaalde datum. Deze making is vergelijkbaar met de zuivere fideï-commis.

#### Making onder voorwaarde
Bij een tweetrapsmaking onder voorwaarde is de werking afhankelijk van een toekomstige onzekere gebeurtenis op het moment dat erflater overlijdt. De bezwaarde is rechthebbende en de verwachter krijgt dat wat overblijft op het moment dat de voorwaarde in vervulling gaat. Veel gebruikte voorwaarden zijn "bij huwelijk", "bij bereiken meerderjarigheid" en "opname in verpleeghuis". Met deze making kan een fideï-commis de residuo worden bereikt.

#### Vervreemden, verteren, schenken, beschikken
De wettelijke regels die bevoegdheden en rechten van bezwaarden inperken wat betreft de manier waarop het bezwaarde vermogen mag worden gebruikt, kunnen bij testament deels opzij worden geschoven. Erflater kan expliciet bepalen dat een bezwaarde iets wel mag. Daarbij moet worden onderscheiden tussen wat een bezwaarde aan rechtshandelingen mag verrichten, zoals vervreemden, verteren of schenken en de manieren waarop het fideï-commis vermogen door bezwaarde kan worden opgemaakt of goederen kunnen worden overgeheveld naar het eigen vermogen. Iemand krijgt bijvoorbeeld het recht onroerend goed uit het fideï-commis vermogen te verkopen maar de opbrengst kan door zaaksvervanging of vergoedingsplicht tot het fideï-commis vermogen gaan behoren en zo beschikbaar blijven voor de verwachter. De making heeft voor de bezwaarde dan ondanks de bevoegdheid te vervreemden het effect van vruchtgebruik.
Afhankelijk van de bedoelingen van erflater kan het toegestane gebruik van het tijdelijk of voorwaardelijk nagelaten vermogen zeer beperkt zijn, het erfdeel blijft dan zoveel mogelijk in stand voor de verwachter, of ruim zijn, de testateur wil de bezwaarde dan een normale erfenis geven en gebruikt de tweetrapsmaking om bijvoorbeeld erfbelasting te besparen of de nalatenschap binnen de familie te houden.

#### Zaaksvervanging, vergoedingsplicht
Bij testament kan worden bepaald dat goederen in het fideï-commis vermogen kunnen worden vervreemd, maar de verwachter in dat geval recht heeft op hetgeen voor het goed in de plaats is gekomen. Dat wordt zaaksvervanging genoemd. In plaats van zaaksvervanging kan ook sprake zijn van een vergoedingsplicht, dan valt het nieuw verworven goed niet in het fideï-commis vermogen maar in het eigen vermogen van de bezwaarde en komt aan verwachter de waarde van de aankoop toe op het moment van overlijden. AIs bij testament niets is geregeld gelden de zaaksvervangings- en vergoedingsplichtbepalingen uit de wettelijke regeling voor vruchtgebruik.

## Valkuilen
In notariaat en erfrechtadvisering is gangbare communicatie dat een bezwaarde met tweetrapsvermogen in de regel mag doen en laten wat hij wil. Ook wordt wel uitgelegd dat een verwachter slechts een reserve-erfgenaam is. Dat is theoretisch juridisch misschien juist maar er zijn meerdere valkuilen waarvoor aandacht moet zijn bij advisering, opstellen en uitvoer van een testament met tweetrapsbepalingen. Gebeurt dat niet, kan het zijn dat bij overlijden van de bezwaarde door diens erfgenamen een veel groter vermogen moet worden doorgeven aan de verwachter(s) dan waarvan men zich bewust is en een erfgenaam van de bezwaarde veel zwaarder wordt benadeeld dan een erflater wenste. Bij opstellen van een testament moet zorgvuldig worden geanalyseerd wat de wensen van erflater zijn en moet de adviseur voldoende kennis hebben over de werking van de tweetraps- en vruchtgebruiksbepalingen. Ook bij afwikkeling van de erfenis moet extra aandacht aan de positie van de bezwaarde worden besteed.

### Zaaksvervanging
Hoe hoog het restant (residuo) is van fideï-commis vermogen dat moet worden doorgegeven, wordt mede bepaald door het al dan niet toepasselijk zijn van bepalingen over zaaksvervanging en vergoedingsplicht. Zijn deze toepasselijk, komen veel goederen die met fideï-commis vermogen zijn gekocht, in de plaats van de aankoopsom. Als bezwaarde overlijdt moeten diens erfgenamen dat wat over is, plus alles wat door zaaksvervanging of vergoedingsplicht voor uitgaven in de plaats is gekomen, doorgeven aan verwachter. Een voorbeeld: wanneer met geld uit het tweetrapsvermogen sieraden worden gekocht, moet dat wat aan geld over is, plus de sieraden, bij overlijden worden doorgegeven aan verwachter. Worden de sieraden door bezwaarde verkocht, komt het bedrag weer terug in het doorgeefvermogen. Is met het tweetrapsvermogen een woning gekocht en is deze in waarde gestegen, of is er een verbouwing van betaald die voor waardevermeerdering heeft gezorgd, kan het zijn dat méér moet worden doorgegeven dan men bij aanvang heeft gekregen. Ook een bankstel, TV of laptop gaan deel uitmaken van het doorgeefvermogen en mogen niet worden weggegooid voordat ze aan bezwaarden ter overname zijn aangeboden. Wil een bezwaarde fideï-commis vermogen met zaaksvervangingsplicht snel opmaken, kunnen er bijvoorbeeld etenswaren, reizen of belastingen van worden betaald.

### Administratie-  en toonplicht
Volgens de wettelijk bepalingen voor vruchtgebruik moet jaarlijks aan verwachter nauwkeurig opgave worden gedaan van de fideï-commissaire goederen die niet meer aanwezig zijn, van de goederen die daarvoor in de plaats zijn gekomen en van de voordelen die de goederen hebben opgeleverd die geen vruchten zijn. Onder omstandigheden moet ook de stand van het eigen vermogen ter controle worden doorgegeven. Gebeurt dat niet, of niet nauwkeurig genoeg moet in het ergste geval het hele oorspronkelijke vermogen worden doorgegeven, ook als daar niets meer van over is. De rechter bepaalde dat deze regeling van dwingend recht is waarvan niet kan worden afgeweken.

### Afgescheiden vermogen
Een andere valkuil is dat het fideï-commis vermogen, of de vruchten ervan, volledig afgescheiden van het eigen vermogen moeten worden beheerd en geadministreerd. Er moet een aparte bankrekening zijn, aparte beleggingsrekening en alle wijzigingen moeten worden gekenmerkt overeenkomstig de bestemming. Gebeurt dat niet, dan vermengt het fideï-commis vermogen met het eigen vermogen en is niet meer vast te stellen ten laste van welk vermogen uitgaven zijn gedaan.

### Schenkingsverbod van rechtswege
Een bezwaarde kan bij testament de bevoegdheid hebben gekregen te verteren en te vervreemden, maar door toepasselijkheid van de vruchtgebruiksbepalingen geldt dan automatisch een schenkingsverbod (art. 3:215 BW). Daarvan zijn veel mensen zich niet bewust, waaronder notarissen. Ze gaan ervan uit dat de bevoegdheid te vervreemden en verteren ook 'schenken' omvat en wanneer men dat niet wil, dit bij testament moet worden uitgesloten. Een notaris die een concept-testament had opgezet met de bevoegdheid tot verteren en vervreemden en een verbod te schenken, dat op verzoek van erflater veranderde omdat de bezwaarde zou moeten kunnen schenken, haalde alleen het schenkingsverbod uit het concept-testament en nam geen schenkingsbevoegdheid op. De rechter bepaalde dat hier het 'automatische' schenkingsverbod uit de vruchtgebruikbepalingen gold en de erfgenamen van bezwaarde een bedrag moesten nabetalen aan verwachters omdat bezwaarde uit het doorgeefvermogen geschonken had zonder daartoe bevoegd te zijn.
Geldt een schenkingsverbod, moet bij alle uitgaven worden bewezen dat ze alleen voor bezwaarde zijn gebruikt. Is dat niet het geval, moet het deel dat voor anderen is gebruikt aan verwachter worden doorgegeven.

### Belasting verschuldigd bij afstand na aanvaarding
De Belastingdient bepaalde in juni 2023 dat belasting is verschuldigd in de relatie insteller — verwachter wanneer een bezwaarde na aanvaarding van de nalatenschap afstand doet van het met een tweetrapsmaking bezwaard vermogen.

## Erfrechtelijke mogelijkheden
De tweetrapsmaking wordt veelal ingezet wanneer een erflater de wens heeft de nalatenschap binnen de familie te houden; te voorkomen dat vermogen bij vooroverlijden van een kind of kleinkind naar een ex gaat, ouder van dat kind; bij scheiding naar de ex-schoonkinderen vererft of bij overlijden van een kind naar diens partner (schoonkind) vererft. De fideï-commis werd ook al onder het oude recht als 'echtscheidingstestament' ingezet. Als verwachter worden dan familieleden benoemd. Verder kan belastingbesparing worden bereikt omdat de tweede begunstigde juridisch gezien direct van erflater erft en in die vererving een lager belastingtarief kan gelden en/of een hoger vrijstellingsbedrag. Ten slotte kan op deze manier met zachte hand onterfd worden of ongewenst gedrag bijgestuurd; een kind wordt als bezwaard erfgenaam benoemd en erft dus toch, maar met op de persoon toegesneden verteerbepalingen en voorwaarden waarmee door erflater gewenst gedrag wordt beloond.

### Erfbelasting (successierecht)
Wanneer een kind zonder tweetrapsmaking erft van de langstlevende ouder en zelf vroeg sterft zonder kinderen, zonder testament, gaat het geërfde vermogen tegen een hoog belastingtarief naar broers en zussen. Met een tweetrapsmaking in het testament van de ouder, gaat het overschot van het geërfde vermogen in juridische zin direct van de ouder naar de andere kinderen van de ouder, de broers en zussen van de jong overledene, waarbij het lage belastingtarief en een hogere vrijstelling van toepassing is. Als bijvoorbeeld C kind van A en B is, en B bij overlijden van A door de hoge partnervrijstelling geen belasting verschuldigd is over de erfenis van A, geeft het apart belasting betalen een progressievoordeel (dubbele vrijstelling en minder in 2e schijf). Vergeleken met de wettelijke regeling is een voordeel dat na overlijden van A nog geen belasting hoeft te worden betaald. Als A-C en B-C tot verschillende familierelatiecategorieën behoren kan de tweetrapsmaking voor de erfgenamen (extra) voordeel opleveren, bijv. als B en C kinderen van A zijn of een nadeel betekenen.

## Nadelen tweetrapsmaking
In het juridisch standaardwerk Het fideï-commis in de notariële praktijk constateert de auteur: "Nederlands erfrecht op onderdelen zo lek als een mand". Daarmee doelt hij op de vele vragen die toepassing van de regeling in de praktijk oproept zonder dat wet of rechtspraak antwoorden geeft. Nadat in 2010 twee adviseurs estate-planning in een populair tv-programma mensen opriepen een tweetraps-testament op te laten stellen om erfbelasting te besparen, zijn er tienduizenden tweetrapstestamenten gemaakt. Dit gebeurde in het kader van een publiekscampagne voor het notariaat, de eventuele nadelige gevolgen voor erfgenamen werden niet aangesproken.
Wanneer de tweetrapsmaking wordt ingezet als instrument om belasting te besparen en de bepalingen in het testament door de notaris niet helemaal juist zijn geformuleerd, wegen de beperkingen voor bezwaarde en het werk aan administratie en verslaglegging vaak niet op tegen de belastingbesparing. Ook doorzien erfrechtadviseurs vaak niet alle erfrechtelijke gevolgen van de juridisch en fiscaal uiterst ingewikkelde constructie. Verder kan een bezwaarde vaak niet zelf bepalen dat het vermogen wordt gebruikt om de eigen partner en (patchwork-)kinderen verzorgd achter te laten. Voorts ontstaat bij de tweede overgang vaak onenigheid over de vraag, wat nog tot het door te geven vermogen hoort en wat is verteerd. Het zijn dan de erfgenamen van de bezwaarde die gehouden zijn de problemen op te lossen wat ertoe kan leiden dat deze onverwacht een flink bedrag moeten nabetalen aan de verwachter wanneer de bezwaarde het vermogen onbevoegd heeft verteerd, de administratie niet goed heeft bijgehouden, niets over zaaksvervanging wist, of aan verwachter bepaalde beloftes heeft gedaan.